# Nikki Sinclaire
Nicole Sinclaire (26 de julio de 1968) es una expolítica británica que fue líder del partido We Demand a Referendum (Exigimos un Referédum), y fue diputada al Parlamento Europeo por West Midlands entre 2009 y 2014. Sinclaire fue la primera parlamentaria británica trans.

## Carrera
Fue electa como eurodiputada en junio de 2009 como candidata del Partido de la Independencia del Reino Unido (UKIP), pero más adelante dimitió del grupo Europa de la Libertad y la Democracia (EFD), del que el UKIP formaba parte en el Parlamento Europeo, citando las posiciones de extrema derecha de algunos de los miembros del grupo, entre las que se incluían opiniones abiertas de condena a los homosexuales y los inmigrantes. Posteriormente, Sinclaire ocupó un escaño como eurodiputada independiente desde enero de 2010 hasta septiembre de 2012, periodo durante el cual creó el partido Exigimos un Referéndum. Fue derrotada en las elecciones de 2014, afirmando en una declaración en su página web: «mis jefes han hablado, y parece que no he tenido éxito en mi intento de ser reelegida como eurodiputada por la región de West Midlands".

## Vida personal
A Sinclaire le asignaron un sexo masculino al nacer, pero desde los tres años se sintió «atrapada en el cuerpo equivocado». A los 16 años, un médico desestimó los sentimientos, diciendo que «eran una fantasía»; también le dijeron que no podía someterse a una cirugía de afirmación de género hasta los 21. Sinclaire siguió una terapia hormonal sustitutiva,  antes de someterse a la cirugía a los 23. Sinclaire habló públicamente sobre su identidad de género en noviembre de 2013, lo que la convirtió en la primera parlamentaria abiertamente transgénero del Reino Unido.
En 2004, Sinclaire salió del clóset como lesbiana en una carta al periódico LGBTQ The Pink Paper. Sin embargo, declaró que no tenía ningún deseo de liderar algún grupo LGBT dentro del UKIP.